# خدای شر
خدای شر باوری است بر این که خدا خیر مطلق نیست و احتمالاً شر است. تعاریف این اصطلاح تا حدی از هم متفاوت بوده و یکی از نویسندگان آن را این‌گونه تعریف می‌کند، «زمانی‌که خدا تصمیم می‌گیرد تا بدخواه شود». مضمون وسیع خدای شر از هزاران سال بدین‌سو وجود داشته‌است و با یک لنز بی‌دینی این خدایان قهار، انتقام جو و کوبنده را مثلاً در خدای حیله‌گر که در نظام عقیدتی چندخدایی وجود دارد و با توجه به سایر بازنمایی‌ها از موجودات متعال (مانند آن‌هایی که در ادیان ابراهیمی، به‌ویژه در عهد عتیقنشان داده می‌شود) می‌توان دید. مفهوم مدرن خدای شر به چندین دهه قبل، زمانی‌که شخصیت دوره وکتوریا، الگرنون چارلز سوینبرن، در کتاب خود اناکتوریا در مورد شاعر یونان باستان سافو و معشوق وی آناکتوریا با یک تصویر صریحاً شرورانه می‌نویسد که شامل هم‌نوع‌خواری و سادومازوخیسم است، بر می‌گردد.

## پس‌زمینه و جزئیات
این مفهوم به‌طور مکرر در فرهنگ مردمی استفاده شده و بخشی از سنت‌های دینی مختلف در سراسر جهان است. خدایان حیله‌گر در نظام عقیدتی چندخدایی اغلب دارای ماهیت شرخواهانه هستند. یکی از مثال‌ها ایشو است، خدای حیله‌گر در اسطوره‌های دین یوروبایی که عمداً برای سرگرمی خود خشونت را در میان گروهی از مردم ایجاد نموده و می‌گفت «در ستیزه اندازی والاترین لذت من است». یکی از مثال‌های دیگر ایزد اسکاندیناوی لوکی است، هرچند اودین نیز این خصیصه‌ها را داشت. در دین زرتش (مزدیسنا) عقیده بر یک جدال مداوم میان ایزد خالق خوبی (اهورامزدا) و ایزد منهدم کننده (اهریمن) وجود دارد، که هیچ‌یک از آن‌ها قدرت مطلق ندارند و در نتیجه یک کیهان دوگان شکل می‌گیرد. ایزد یونانی آرس، با درنظرداشت زمان و منطقه به تمامی انواع دهشت‌های جنگ نسبت داده می‌شد.
آن‌های که باورمند به خدای شر هستند ممکن است خداباور یا خداناباور باشند، در هر دو حالت و با درنظر داشت ماهیت خدای ابراهیمی، باورمندان به خدای شر ادعا می‌نمایند که خدا خیر نیست و احتمالاً، اما نه الزاماً، بدخواه است، به‌ویژه (به استثناء بعضی‌ها) از نظر آن‌های که نمی‌خواهند از هیچ‌یک از ادیان ابراهیمی پیروی نمایند؛ مثلاً، مبلغ احیاگرای مسیحی جاناتن ادواردز در اثر خود با عنوان «گناه‌کاران در دست‌های خدای قهار»‏ (۱۷۴۱) خدای را توصیف می‌کند که پر از خشم انتقام جویانه و حقیر سازی است. با این حال، الهیات ادواردز خدای را فرض می‌کند که انتقام جویی و حقیر سازی وی متوجه شر و ظواهر آن در انسانِ هبوط کرده می‌شود. از نظر ادواردز، ایزدی که فساد اخلاقی را نادیده می‌گیرد یا نسبت به شر بی‌تفاوت است با ایزدی که در خدای شر گفته می‌شود که همان خدای شر است تفاوتی ندارد، چون عدالت همان گسترش عشق و خوبی اخلاقی است.
یکی از نظریه‌های ویژه خدای شر که یک روی‌کرد خداناباوری است توسط فیلسوف برجستهِ انقلابی میخائیل باکونین به‌طور خلاصه بیان شده‌است، وی در کتاب «خدا و دولت» نوشت که «اگر خدا واقعاً وجود می‌داشت، می‌بایست او را برانداخت». بانکنوین استدلال نمود که به‌عنوان یک «عاشق حسود آزادی انسان و شماردن آن به‌عنوان شرایط مطلقی که همگی آن را در انسانیت می-ستایند و احترام می‌کنند»، «ایده وجود خدا» یک ستم متافیزیکی نسبت به ایده انتخاب انسان است. این استدلال کاملاً بر عکس عبارت ولتر است که می‌گفت، «اگر خدایی هم نمی‌بود، انسان می‌بایست او را ساخت».
نظریه‌پرداز و فعال سیاسی توماس پین در عصر خرد نیز به‌طور مشابه نوشت، «هرگاه ما داستان‌های ناپسند، عیاشی‌های شهوت‌انگیز، اعدام‌های ظالمانه و پر از زجر، شکنجه و کینه‌جویی بی رحمانه که بیش از نیم انجیل پر از آن‌ها است را می‌خوانیم، درست این خواهد بود تا آن را کلام ابلیس بگوییم نه کلام خدا». وی افزود، «این تاریخی از تباهی است که بشریت را به فساد و وحشی‌گری کشانده‌است؛ اما من شخصاً از آن بیزار هستم، چون من از هر چیزی که ظالمانه باشد بیزار هستم». با این حال، برخلاف باکنوین نکوهش پین از ماهیت ادعا شده الهی در زمان وی باعث خدانابوری مطلق و بی‌ایمانی به تمامی انواع روحانیت نگردید: پین بیان نمود که او یک مفهوم خدااِنگاری از قادر مطلقی که در عقب حرکت همه‌چیز قرار دارد را می‌پذیرد.

## کاربرد در فرهنگ مردمی
خدای شر، هرچند اغلب این چنین برچسب به آن زده نمی‌شود، به‌عنوان یک مفهوم به ابعادی مختلفی در فرهنگ مردمی نسبت داده می‌شود. آن‌گونه که قبلاً ذکر شد ایده‌های مرتبط به آن به چندین دهه قبل بر می‌گردد، زمانی‌که شخصیت دوره ویکتوریا، الگرنون چارلز سونبرن، در کتاب خود اناکتوریا در مورد شاعر یونان باستان سافو و معشوق وی اناکتوریا با یک تصویر صریحاً شرورانه می‌نویسد که شامل هم‌نوع‌خواری و سادومازوخیسم است.
مثال‌های جدید تر سریال تلویزیونی پیشتازان فضا است. در این سریال شخصیت تخیلی ورف ادعا می‌کند که نژاد وی یعنی کلینگان‌ها هیچ خدایی ندارند، چون آن‌ها خدایان خود را قرن‌ها قبل به دلیل این‌که «بیشتر از ارزش خود مشکل ساز بودند» به قتل رساندند.